# Bayandurlu
Bayandurlu est un village de la région de Tərtər en Azerbaïdjan.

## Population
Selon les statistiques de 2009, la population du village est de 476 personnes.

## Géographie
Le village de Bayandurlu de la région de Tərtər est situé dans la circonscription administrative du village de Kabirli.